# Dimitar Largov
Dimitar Simeonov Largov (bulgare : Димитьр Симеонов Ларгов) (né le 10 septembre 1936 à Sofia en Bulgarie et mort le 26 novembre 2020) est un joueur de football international bulgare, qui évoluait au poste de défenseur.

## Biographie

### Carrière en sélection
Avec l'équipe de Bulgarie, il dispute 20 matchs (pour aucun but inscrit) entre 1959 et 1966. Il figure notamment dans le groupe des sélectionnés lors de la Coupe du monde de 1966, disputant un match contre la Hongrie.
Il participe également aux Jeux olympiques de 1960 organisés à Rome.

## Palmarès
Slavia Sofia
- Coupe de Bulgarie (3) :
  - Vainqueur : 1963, 1964 et 1966.